# Blue Moon (jazzstandard)
Blue Moon is een evergreen uit 1934. Het nummer is geschreven door Richard Rodgers en Lorenz Hart, en werd een echte jazzstandard. 
Het nummer werd gezongen door onder meer Billie Holiday, Chris Isaak, Elvis Presley, Frank Sinatra, Bob Dylan en Mel Torme. In 1961 werd het lied een doo-wop hit toen het werd opgenomen door The Marcels. Daarnaast komt het ook voor in de filmmusical Grease en het clublied van Manchester City is een versie van Blue Moon.

## De tekst
De tekst verwijst waarschijnlijk naar de Engelse uitdrukking once in a blue moon, wat "heel zelden" betekent. Over de exacte herkomst van de uitspraak wordt echter tot de dag van vandaag gediscussieerd. 
De tekst zelf gaat over een onwaarschijnlijke gelukkige gebeurtenis, die moest hebben plaatsgevonden tijdens een blauwe maan. De titel komt van een woordspeling, omdat blauw de kleur is van weemoed, en de tekst gaat over iemand die niet gelukkig is totdat hij de liefde vindt.

## Covers
Het nummer werd sinds zijn release in 1934 vaak gecoverd. Hieronder volgt een selectie.
1. 1935 Connee Boswell
2. 1935 Belle Baker
3. 1935 Greta Keller
4. 1935 Django Reinhardt
5. 1939 Harpo Marx
6. 1943 Charlie and his Orchestra
7. 1945 Vaughn Monroe
8. 1950 Billie Holiday
9. 1952 Nat King Cole
10. 1952 Jo Stafford (deze versie is te horen in de film A Single Man uit 2009)
11. 1952 Eri Chiemi
12. 1954 Dizzy Gillespie
13. 1955 Louis Armstrong
14. 1956 Elvis Presley
15. 1958 Julie London
16. 1960 Sam Cooke (Een van de 3 delen die wordt gebruikt in de film  An American Werewolf in London uit 1981)
17. 1961 The Marcels
18. 1961 Frank Sinatra
19. 1961 The Ventures
20. 1961 Eino Grön & Kukonpojat
21. 1963 Een versie van Blue Moon is te horen in Fellini's 8½.
22. 1963 Bobby Vinton
23. 1964 Dean Martin
24. 1964 Caterina Valente
25. 1968 The Beatles
26. 2011 Beady Eye (als: 'Blue Moon (The Beat Goes On)')

## NPO Radio 2 Top 2000
| Nummer met noteringen in de NPO Radio 2 Top 2000 | '99  | '00 | '01  | '02  | '03  |
| ------------------------------------------------ | ---- | --- | ---- | ---- | ---- |
| Blue Moon (The Marcels)                          | 1482 | -   | 1834 | 1914 | 1905 |

1. ↑  Een '-' betekent dat het nummer niet was genoteerd en een vetgedrukt getal geeft de hoogste notering aan.
2. ↑  Deze tabel is bijgewerkt tot en met de laatste editie (2024).